# Монблан
Монбла́н (фр. Mont Blanc, італ. Monte Bianco, букв. «біла гора») — вершина в однойменному гірському масиві Монблан, що у Грайських Альпах (Західні Альпи), на кордоні Франції та Італії, найвищий шпиль у Західній Європі (4807,59 м).

## Належність гори
Після великої французької революції відбулися великі дебати про приналежність Монблану. Раніше вся гора розглядалася як частина Савойського герцогства, а з 1723 — Сардинського королівства, однієї з унітарних італійських держав. Після перемог Наполеона в Італії, Герцогство П'ємонт було змушене передати Савою і Ніццу Франції. Після наполеонівських воєн і Французької окупації, після Віденського конгресу, король Сардинії відновив контроль над Савоєю, Ніццою і П'ємонтом, на своїх традиційних територіях. Сорок п'ять років потому, після Другої італійської війни за незалежність, Паризький договір 1815 року був замінений новим правовим актом. Цей акт був підписаний у Турині 24 березня 1860 року. Його підписали Наполеон III та Віктор Еммануїл II Савойський, справа стосувалася анексії Савої (після французької домовленості про французьке невтручання під час плебісцитів, що відбулися в Тоскані та Емілії-Романьї, щоб приєднатися до Королівства Сардинія, проти волі Папи Римського). Вперше, за згодою короля Сардинії, Монблан знаходиться на кордоні із Францією. Угода про демаркацію, підписана 7 березня 1861 року визначає гору «новим кордоном».
В даний час цей акт і прикріплені карти мають юридичну силу як для французького, так і італійського урядів.
Де-факто гора розділена між італійським містом Курмайор і французьким містом Сен-Жерве-ле-Бен, хоча велика частина знаходиться в комуні останнього.

## Висота
Найбільша гора Західної Європи — Монблан — втрачає висоту. За 2017—2021 рр. вона стала меншою на цілий метр. А за останні 14 років найвища гора Західної Європи втратила три метри висоти. Станом на 2023 рік, нова офіційна висота Монблану становить 4805,59 метра — що на 2,22 метра менше, ніж під час попереднього вимірювання, зробленого два роки тому.